# Amel Larrieux

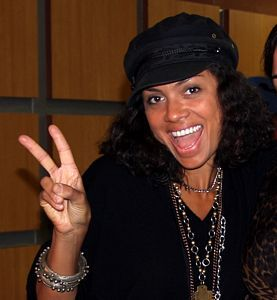
Amel Larrieux (2008)

Amel Larrieux (* 8. März 1973 in Philadelphia) ist eine US-amerikanische Neo-Soul- und Rhythm-&-Blues-Sängerin und Singer-Songwriterin.

## Leben und Karriere
Larrieux wuchs in Greenwich Village auf. Ihre Mutter Brenda Dixon Gottschild war Professorin und Tanzkritikerin. Sie besuchte die Philadelphia High School for the Creative and Performing Arts (Kommilitonen waren unter anderem Christian McBride, Mitglieder von Boyz II Men, Joey DeFrancesco, Questlove und Kurt Rosenwinkel).
1991 traf sie den Produzenten Bryce Wilson, mit dem sie das Pop/R&B Duo Groove Theory gründete. Mit Tell Me aus dem Debütalbum Groove Theory () hatten sie 1995 einen großen Hit. Larrieux verließ aber Groove Theory und verfolgte eine Solo-Karriere. 1999 erschien ihre Debüt-Single Get Up. 2000 erschien ihr Solo-Album Infinite Possibilities bei Epic Records. Bald darauf verließ sie das Label und gründete mit ihrem Ehemann Laru Larrieux ihr eigenes Label Blisslife Records. 2004 erschien dort ihr Album Bravebird und 2006 Morning. 2007 folgte ein Album mit Jazz-Standards Lovely Standards.
1996 sang sie auf dem Album Sweetback von Mitgliedern der Band von Sade Adu (Sweetback). 2002 nahm sie mit dem Sänger Glenn Lewis das Album What´s Come Over Me? auf und beide sangen auf dem Grammy-nominierten Album 1,2 to the Bass von Stanley Clarke („Where Is the Love“).
2010 kam es zu Reunion Auftritten von Groove Theory mit Bryan Wilson in Japan. 2013 sang sie auf dem Blue Note Jazz Festival.
Sie ist verheiratet und hat zwei Töchter.

## Diskografie

### Studioalben
| Jahr | Titel                  | Höchstplatzierung, Gesamtwochen, AuszeichnungChartplatzierungen (Jahr, Titel, Platzierungen, Wochen, Auszeichnungen, Anmerkungen) | Höchstplatzierung, Gesamtwochen, AuszeichnungChartplatzierungen (Jahr, Titel, Platzierungen, Wochen, Auszeichnungen, Anmerkungen) | Anmerkungen                            |
| Jahr | Titel                  | UK | US | Anmerkungen                            |
| ---- | ---------------------- | --- | --- | -------------------------------------- |
| 2000 | Infinite Possibilities | — | US79 (9 Wo.)US | Erstveröffentlichung: 15. Februar 2000 |
| 2004 | Bravebird              | — | US166 (1 Wo.)US | Erstveröffentlichung: 20. Januar 2004  |
| 2006 | Morning                | — | US74 (2 Wo.)US | Erstveröffentlichung: 21. April 2006   |
| 2007 | Lovely Standards       | — | US195 (1 Wo.)US | Erstveröffentlichung: 22. Mai 2007     |

Weitere Veröffentlichungen
- 2013: Ice Cream Everyday

### Singles
| Jahr | Titel Album                   | Höchstplatzierung, Gesamtwochen, AuszeichnungChartplatzierungen (Jahr, Titel, Album, Platzierungen, Wochen, Auszeichnungen, Anmerkungen) | Höchstplatzierung, Gesamtwochen, AuszeichnungChartplatzierungen (Jahr, Titel, Album, Platzierungen, Wochen, Auszeichnungen, Anmerkungen) | Anmerkungen                                   |
| Jahr | Titel Album                   | UK | US | Anmerkungen                                   |
| ---- | ----------------------------- | --- | --- | --------------------------------------------- |
| 1997 | You Will Rise Sweetback       | UK64 (1 Wo.)UK | — | Erstveröffentlichung: März 1997 mit Sweetback |
| 1999 | Get Up Infinite Possibilities | — | US97 (3 Wo.)US | Erstveröffentlichung: Oktober 1999            |